# Halal Love
Halal Love (of Halal Love (and Sex)) is een internationale film uit 2015, geschreven en geregisseerd door Assad Fouladkar. De film ging in première op 13 december op het Internationaal filmfestival van Dubai en kreeg zijn internationale première op het Sundance Film Festival 2016 in de World Cinema Dramatic Competition.

## Verhaal
De film vertelt vier verhalen die met elkaar verweven zijn, tragisch maar ook soms komisch. Enkele moslims, zowel vrouwen als mannen, proberen aan hun verlangens en liefdesleven te  voldoen zonder hun religieuze regels te breken. Het pasgetrouwde stel Batoul en Mokhtar kibbelen voortdurend en er dreigt een echtscheiding door de bezitterige jaloezie van Mokhtar. Bij de buren probeert de uitgeputte Awatah een tweede vrouw te zoeken om aan de voortdurende eisen van haar echtgenoot Salim te kunnen voldoen. Hun vroegrijpe dochters komen met hun eigen wilde theorie over de bloemetjes en de bijen. Ondertussen hoopt Loubna, een gescheiden vrouw en opkomende kledingontwerpster, op een tweede kans met haar eerste liefde, de groenteboer Abu Ahmad, door middel van een als schandalig aanzien geheim huwelijk.

## Rolverdeling
| Acteur           | Personage  |
| ---------------- | ---------- |
| Darine Hamze     | Loubna     |
| Rodrigue Sleiman | Abou Ahmad |
| Zeinab Khadra    | Batoul     |
| Hussein Mokadem  | Mokhtar    |
| Mirna Moukarzel  | Awatef     |
| Ali Sammoury     | Salim      |